# بردیخین (دهانه)
بردیخین یک دهانه برخوردی در ماه است.

## دهانه‌های اقماری
این دهانه ۱ دهانه اقماری دارد.
| Bredikhin | عرض جغرافیایی | طول جغرافیایی | قطر          |
| --------- | ------------- | ------------- | ------------ |
| B         | ۱۹٫۰° N       | ۱۵۷٫۴° W      | ۱۸٫۰ کیلومتر |